# Thanakrit Nopparat
Thanakrit Nopparat (thailändisch ธนกฤต นพรัตน์; * 14. Oktober 2002 in Thailand) ist ein thailändischer Fußballspieler.

## Karriere
Seit 2019 steht Thanakrit Nopparat beim thailändischen Erstligisten Samut Prakan City FC unter Vertrag.